# 브랜던 실베스트리

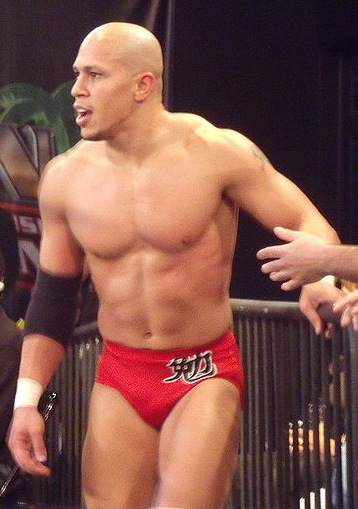
브랜던 실베스트리

로우 키(Low Ki, 1979년 9월 6일 ~ )는 본명은 브랜던 실베스트리(Brandon Silvestry)다. 미국의 남자 프로레슬링선수다. TNA 임팩트/임팩트 레슬링 링네임은 로우 키(Low Ki)에다가 FCW/WWE NXT/WWE에서는 카발(Kaval)이라는 링네임으로 잘 알려져 있다. 키는 174cm(5 ft 8 in)에다가 몸무게는 85kg(187 lb)이다. 1998년 프로레슬링 입문으로 피니쉬는 드래곤 슬리퍼(드래곤 슬리퍼 클러치), 워리어스 로스(다이빙 더블 풋 스톰프 투 트리 오브 워), 워리어스 웨이/게토 스톰프(다이빙 더블 풋 스톰프), 키 크러셔(피셔맨 드라이버)로 사용을 한다.

## Professional wrestling highlights
- Finishing moves
  - Dragon Clutch (Dragon sleeper cluth)
  - Ki Krusher (Fisherman driver)
  - Warrior's Way / Ghetto Stomp (Diving double foot stomp)
  - Warrior's Wrath (Diving double foot stomp to tree of woe hung opponent)
- Signature moves
  - Bite of the Dragon
  - Corkscrew 450° splash
  - Dragon Wing (Double underhook suplex floated over submission hold)
  - Full nelson suplex
  - Iron Octopus (Headscissors armbar)
  - Krush Rush (Lifting leg front facelock slam to turnbuckle)
  - Multiple chop variations
    - Machinegun
    - Mongolian
    - Overhead

  - Multiple kick variations
    - Black Magic (Feint shining wizard transitioned into a reverse high)
    - Brazilian
    - Enzuigiri
    - Krush Combo (Two shoot follow high)
    - Kwada
    - Mule
    - Rising
    - Running front drop
    - Tadal Crush (Cartwheel jumping high)
    - Tidal Wave (Springboard high)

  - Powerdrive Elbow (Twisting elbow drop)

- Manager
  - Julius Smokes
  - Héctor Guerrero
  - Layla and Michelle McCool

- Nicknames
  - "The Warrior"
  - "The World Warrior"

- Entrance themes
  - "The Realist Killaz" (instrumental) by 2Pac featuring 50 Cent
  - "Fighter's Passion" by The Immortals
  - "Exploding Helmets" by WWE

## 수상
- ECWA 월드 태그팀 챔피언 (2회) - 아메리칸 드래곤 (1회), 쟈비에르 (1회)
- ECWA 헬 오브 페임 (2007)
- 슈퍼 에인 토너먼트 (2001)
- FCW 플로리다 태그팀 챔피언 (1회) - 마이클 맥길리커티
- FWA 헤비웨이트 챔피언 (1회)
- ICW 챔피언 (1회)
- 테드 펫티 인비테이션 (2006)
- IWC 슈퍼 인디즈 챔피언 (1회)
- JAPW 헤비웨이트 챔피언 (3회)
- JAPW 라이트 헤비웨이트 챔피언 (1회)
- JAPW 헬 오브 페임 (2016)
- JCW 챔피언 (1회)
- JCW 태그팀 챔피언 (1회) - 마피아
- LIWF 라이트 헤비웨이트 챔피언 (1회)
- MCW 태그팀 챔피언 (1회) - 에어본
- MWF 헤비웨이트 챔피언 (1회)
- IWGP 주니어 헤비웨이트 챔피언 (3회)
- NWA 인터내셔널 라이트웨이트 챔피언 (1회) - 레오나르도 스팽키
- NWA/UPW/제로-원 인터내셔널 주니어 헤비웨이트 챔피언 (1회)
- PWF 헤비웨이트 챔피언 (1회)
- PWG 월드 헤비웨이트 챔피언 (1회)
- 배틀 오브 로스 엔젤레스 (2008)
- PWI 랭크드 넘버 26 오브 더 탑 500 싱글즈 레슬링 인 더 PWI 500 인 2003
- ROH 월드 헤비웨이트 챔피언 (1회)
- ROH 월드 헤비웨이트 챔피언 토너먼트 (2002)
- NWA 월드 태그팀 챔피언 (3회) - 크리스토퍼 다니엘스 앤 엘릭 스키퍼
- TNA/임팩트 X-디비전 챔피언 (4회)
- 피스트 오어 파이어드 (2007 핑크 슬립)
- USA 월드 태그팀웨이트 챔피언 (1회) - 쟈비에르
- WWE NXT (시즌3)
- WXW 월드 크루저웨이트 챔피언 (1회)
- 매치 오브 더 이열 (2011) - vs 찰리 하스
- 슈퍼스타 오브 더 이열 (2011)
- 모스트 언더레이티드 레슬러 (2010)
- 워스트 워크드 매치 오브 더 이열 (2006) - TNA 리버스 배틀 로얄 온 TNA 임팩트!